# Rybnianka
Rybnianka – potok, lewostronny dopływ Rudna.
Potok płynie na obszarze województwa małopolskiego. Jego bieg rozpoczyna się na południowym stoku Łysej Góry w północno-zachodniej części wsi Rybna w przysiółku Bednarze, w jego częściach o nazwach Kocurowie oraz Kucoroszec. Płynie na południowy wschód przez jurajskie wapienie. Po ok. 500 m z północnego wschodu wpływa do niego bezimienny potok, który ma źródło w północno-zachodniej części Nowego Świata w Rybnej. Następnie płynie południkowo przez centrum wsi. Prawobrzeżnie wpływają do niego dwa bezimienne potoki, następnie potok Jaskrowiec i potok Biała. Od strony północnej wpływa niewielki potok płynący z doliny Wrzosy.